# Huntington (New York)
Huntington è un comune degli Stati Uniti, nella Contea di Suffolk, nello stato di New York. Fa parte dell'area metropolitana di New York.

## Geografia
Situata nella parte centrale dell'isola di Long Island, Huntington occupa un settore che affaccia sul Long Island Sound, confinante ad ovest con la Contea di Nassau.

## Geografia antropica

### Suddivisioni amministrative
Il comune di Huntington è formato dalle seguenti località:

#### Village
- Asharoken
- Huntington Bay
- Lloyd Harbor
- Northport

#### Hamlet
- Centerport
- Cold Spring Harbor
- Commack (in parte nel territorio di Smithtown)
- Dix Hills
- East Northport
- Eatons Neck
- Elwood (CDP)
- Fort Salonga in parte nel territorio di Smithtown)
- Greenlawn
- Halesite
- Huntington Station
- Huntington (CDP)
- Melville
- South Huntington
- West Hills